# Young Piva
Samuel Luango Sanches Vida, mais conhecido pelo seu nome artístico Young Piva (Salvador), é um rapper, cantor e compositor brasileiro representante da cena soteropolitana de hip hop.

## Biografia
Natural da Salvador, capital da Bahia, Young Piva é oriundo de uma família formada por vários ativistas militantes do movimento negro, a exemplo de seu pai Samuel Vida e de sua prima Maíra Vida, oriundos de bairros periféricos soteropolitanos, como Pau da Lima, Liberdade e Cosme de Farias, e com raízes indígenas e negras da região de Senhor do Bonfim.
Desde a sua infância, ele teve contato com os mais diversos gêneros como a música africana de Fela Kuti, dos candomblés da Bahia, a música afro-caribenha, o hip hop de Racionais MC's, reggae de Bob Marley, tendo sua formação artística construída pela mistura de todas essas referências e influências.
Na segunda metade dos anos 2010, antes de assumir o nome artístico Young Piva, Samuel Luango estudou no Bacharelado em Humanidades do Instituto de Humanidades, Artes & Ciências Professor Milton Santos (IHAC) da Universidade Federal da Bahia (UFBA). Nesta época, ele confrontou suas experiências pessoais com a ambiência universitária, vindo a produzir uma potência artística que ressoasse os dramas do jovem negro soteropolitano e seu anseio de libertação diante do racismo e outros obstáculos institucionais que se erguem ao mobilizar suas referências africanas, afro-caribenhas, reggae e do hip hop, que estaria presente em seus futuros trabalhos.

### Carreira
Ele foi o primeiro artista a compor o cast do selo 999, criado por Baco Exu do Blues e que possui parceria contratual com a Sony Music Brasil. Young Piva começou a se destacar em 2020 com o single “Deus em pele de farsa” que compôs o Projeto Bandele e contou com a produção audiovisual dirigida por Baco Exu do Blues.
Em 2021, Young Piva lançou o EP “Encruzilhada”, um projeto musical que contou com as parcerias de Baco Exu do Blues e Dactes. Com fortes influências no Candomblé, as canções deste EP refletem sobre a vivência do jovem negro em Salvador e as lutas que esse jovem enfrenta, seja como trabalhador, seja como população de rua, e a busca de superação dessas adversidades. As músicas deste EP estiveram presentes na estreia deste rapper no Festival Afropunk ocorrida em novembro daquele mesmo ano.
Em setembro de 2024, este rapper tocou na 10ª edição do festival Rock in Rio em conjunto com Aka Rasta (pioneiro do Trap no Brasil), Felp22, MC TH e outros.

## Discografia

### Singles e EP's
- 2019 - Antes eu corria atrás (música de Baco Exu do Blues onde fez feat com CeloDut)
- 2020 - Deus em pele de farsa;[6]
- 2022 - Encruzilhada;[1][8][7]
- 2022 - Afrika;[8][7]
- 2022 - Salvador Babilon;[8][7]
- 2022 - Fogo (feat Baco Exu do Blues);[8][7]
- 2022 - Saldade;[8][7]
- 2022 - Oceano (feat Dactes).[8][7]